# Stalaktitornament

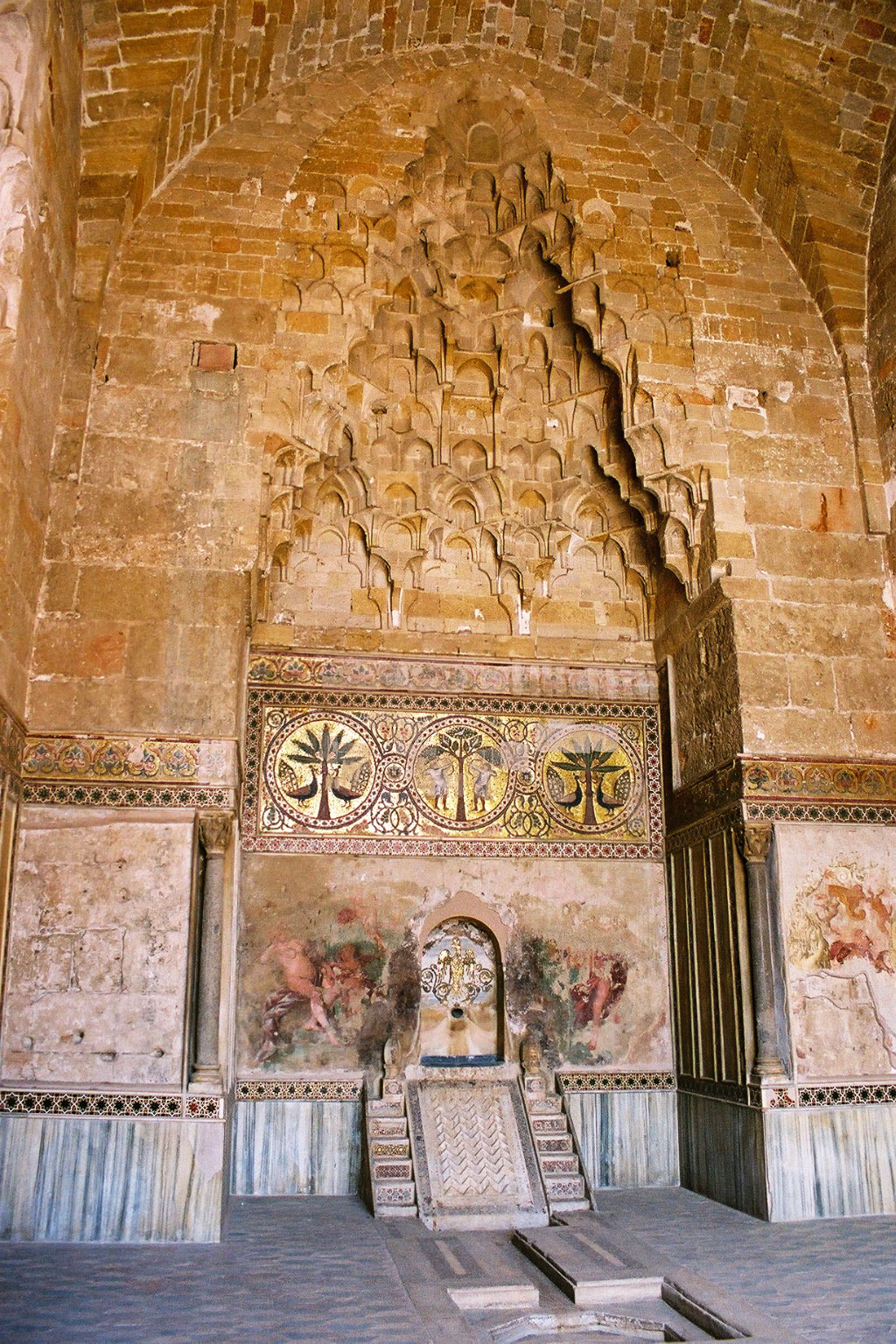
Stalaktitornament i La Zisa, Palermo

Stalaktitornament (arabiska: مقرنس, muqarnas) är ett valvornament i islamisk arkitektur som består av ovanpå varandra liggande små kupor som påminner om droppsten (stalaktiter).
Stalaktitornament används ofta i ovandelen i nischer och ger en mjuk övergång mellan den bakre väggen och nischens ovandel.
Stalaktitornamenten uppkom i Iran som arkitektoniskt element under mitten av 900-talet och spred sig snabbt över hela det islamiska väldet från Spanien till Indonesien.
Ett närliggande arkitektoniskt element är mocárabe och termerna används ibland synonymt.